# Natatolana gallica
Natatolana gallica is een pissebed uit de familie Cirolanidae. De wetenschappelijke naam van de soort is voor het eerst geldig gepubliceerd in 1905 door Hansen.